# Luftmodstand
 For alternative betydninger, se Modstand.
 Der er for få eller ingen kildehenvisninger i denne artikel, hvilket er et problem. Du kan hjælpe ved at angive troværdige kilder til de påstande, som fremføres i artiklen.

 Denne artikel bør gennemlæses af en person med fagkendskab for at sikre den faglige korrekthed.

Luftmodstand også kaldt vindmodstand, er den modstand et legeme der bevæger sig gennem luft (gas) oplever. Luften på jorden består af 78.1 % nitrogen, 20.9 % ilt og små mængder af andre gasarter, så derfor vil en bil eller cyklist (eller andre legemer i bevægelse) blive udsat for luftmodstand. Studiet af luftmodstand er en del af strømningslæren. Et aerodynamisk legeme er et legeme hvor luftmodstanden er relativ lille.
Vindmodstand påvirker legemer i fart med en kraft, der afhænger af hastighed, legemets form og størrelse samt densiteten af gassen, hvori bevægelsen finder sted. Denne kraft vil være modsatrettet bevægelsen, og vindmodstand vil derfor næsten altid være uønsket. Vindmodstand begrænser f.eks. en bils acceleration, brændstoføkonomi og topfart (sidstnævnte meget kraftigt).

## Ligning for modstand
Hvis et legeme er tilpas stort, kan man beregne kraften af vindmodstanden med følgende ligning:
{\displaystyle F_{d}=-{\frac {1}{2}}\rho v^{2}AC_{d}}
Her er {\displaystyle F_{d}} den modsatrettede kraft, {\displaystyle A} tværsnitsarealet af legemet i forhold til retningen, {\displaystyle v} er hastigheden, {\displaystyle \rho } er densiteten af gassen og endelig er {\displaystyle C_{d}} en koefficient der afhænger af legemets form og materiale. Bemærk det negative fortegn, der indikerer at kraften er modsatrettet bevægelsen.
Det skal bemærkes at denne ligning kan give dårlige tilnærmelser af den korrekte kraft, alt efter omstændighederne. Ligningen gælder ikke ved lave hastigheder. Ligningen kan også beregne modstand gennem væsker (ubåde og skibe), hvor densiteten {\displaystyle \rho } bliver meget højere.

## Effekt
Det er værd at bemærke at selvom vindmodstanden kun vokser i 2. potens i forhold til hastigheden, så vil det arbejde der kræves udført forøges i tredje potens! Dette skyldes at en fordobling af hastigheden giver en firdobling af kraften som skal forceres dobbelt så hurtigt. Altså en 8 dobling af effekten. Hvis en bil yder 10 hk ved 80 km/t, skal den altså yde 80 hk ved 160 km/t

## Frit fald med luftmodstand
På grund af luftens kaotiske natur er det umuligt at opstille en entydig matematisk model for luftmodstanden. Det er simpelthen umuligt at beregne hvordan hvert enkelt af de billioner af molekyler der er i luften vil opføre sig når de støder på et legeme i bevægelse. Alligevel har man for specielle tilfælde opstillet brugbare matematiske modeller. Eksempler på sådanne modeller inkluderer modellerne for fald med luftmodstand.

### Partikler og små hastigheder
I en af modellerne for fald med luftmodstand formodes det, at den kraft luften påvirker det faldende legeme med er proportional med legemets hastighed:
{\displaystyle \mathbf {F} _{D}=-k\mathbf {v} \,}
Hvor
k er en konstant der blandt andet hænger sammen med luftens tæthed og legemets form og tværsnitsareal. Enhed kg/sec.
v er legemets hastighed. Enhed m/sec.
Hastighedsfunktionen for faldet kan findes ved hjælp af differentialligninger og ser således ud:
{\displaystyle v(t)={\frac {mg}{k}}\left(1-e^{-(k*t)/m}\right)}
Hvor
m er massen af legemet
g er tyngdeaccelerationen, der typisk har en værdi på 9,82 m/s²
t er tiden
Efterhånden som t bliver større vil hastigheden nærme sig den endelige faldhastighed asymptotisk
{\displaystyle v_{e}={\frac {mg}{k}}}
Denne model er mest brugbar til legemer af partikelstørrelse ved relativt små hastigheder.
Luftmodstand er en ikke-konservativ kraft, dvs at denne kraft forårsager mindskelse af systemets mekaniske energi. Partiklens kinetiske energi bliver mindre end den mistede potentielle energi. Først hvis ikke-konservative kræfters arbejde medtages, er der atter energibevarelse. Bevæger en partikel m sig mellem punkterne A og B under påvirkning af både konservative og ikke-konservative kræfter, lyder energibevarelsen
{\displaystyle (E_{kin}(A)+E_{pot}(A))-(E_{kin}(B)+E_{pot}(B))=-W_{AB}(*)}
hvor W_AB er de ikke-konservative kræfters arbejde på partiklen under dens bevægelse fra A til B. De ikke-konservative kræfter er ofte (som i nærværende tilfælde) friktionskræfter. Da disse er modsat rettede bevægelsesretningen er {\displaystyle W_{AB}<0} og dermed {\displaystyle -W_{AB}>0}. På grund af de ikke-konservative kræfters arbejde, vil den mekaniske energi derfor mindskes.
Lad nu punkt A være startpunktet (= nulpunktsniveau for den potentielle energi), B toppunktet og C=A være nedslagspunktet. Ligning (*) opskrives da for både op- og nedtur:
op : ½m(vA)2 – mghB= -Wop
ned : mghB – ½m(vC)2 = -Wned
Da vA = 16.0 m/s, vC = 14.8 m/s er vA > vC. Af de to bevarelsesligninger ses da umiddelbart at
-Wop > -Wned
dvs. tabet er størst på opturen.

### Større hastigheder
For større objekter ved større hastigheder formodes det at sammenhængen mellem kraften og hastigheden er kvadratisk:
{\displaystyle \mathbf {F} _{m}=-k\mathbf {v} ^{2}\,}
Hvor
k er en konstant der blandt andet hænger sammen med luftens tæthed og legemets form og tværsnitsareal
v er legemets hastighed
Hastighedsfunktionen for faldet kan også her findes ved hjælp af algebra og ser således ud:
{\displaystyle v(t)={\sqrt {\frac {mg}{k}}}\tanh \left(t{\sqrt {\frac {gk}{m}}}\right)\,}
Hvor
m er massen af legemet
g er tyngdeaccelerationen, der typisk har en værdi på 9,82 m/s²
t0 er det tidspunkt hvor faldet starter
t er tiden
Også her vil hastigheden efterhånden som t bliver større nærme sig den endelige faldhastighed:
{\displaystyle v_{e}={\sqrt {\frac {mg}{k}}}}
Den endelige faldhastighed er større desto større massen, m, af legemet er. Tilsvarende vil en forøgelse af legemets overfladeareal i bevægelsens retning, som er indeholdt i k, betyde en lavere endelig faldhastighed.